# 橋本和仁

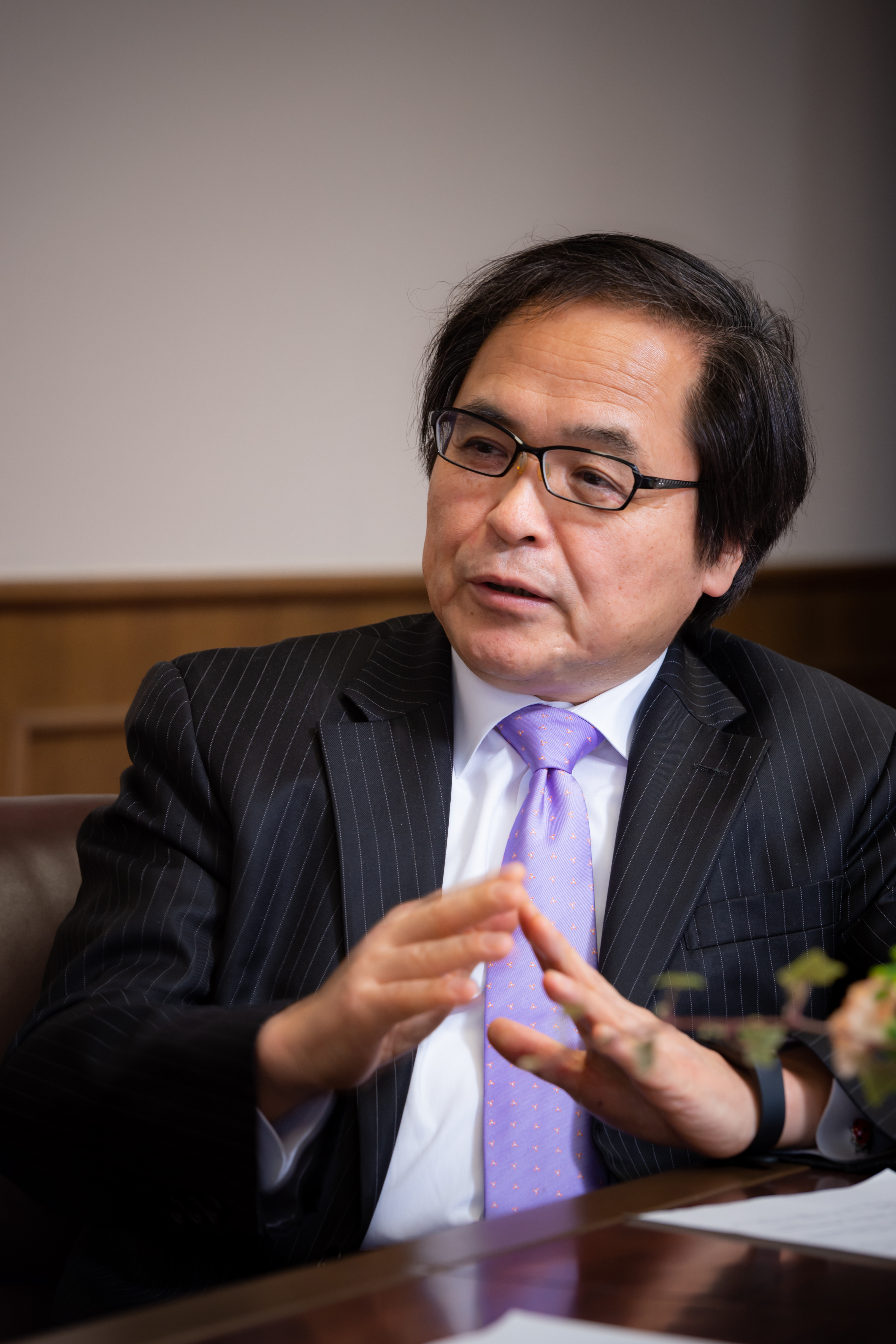
橋本和仁

橋本 和仁（はしもと かずひと、1955年6月23日 - ）は、日本の化学者。専門は物理化学。理学博士（1985年）。東京大学大学院工学系研究科応用化学専攻教授兼東京大学先端科学技術研究センター教授。内閣官房科学技術顧問。科学技術振興機構理事長。北海道空知郡南幌町生まれ。

## 研究
半導体光触媒、有機高分子太陽電池、微生物太陽電池、無機人工光合成材料など、光エネルギーの変換、環境浄化に関し、基礎原理の追求から実社会への応用まで幅広く研究を展開している。例えば、可視光応答光触媒材料の開発と抗菌・抗ウイルス効果の検証、人工光合成無機ナノデバイスの開発、自己組織化高分子材料によるナノ構造制御と太陽電池デバイスの作成、微生物の細胞外電子移動の機構解明と微生物燃料電池、微生物太陽電池の構築などが具体的な研究課題。原著論文550報、総説約200報、特許約300編。

## 経歴
1978年（昭和53年）に東京大学理学部化学科卒業、1980年（昭和55年）に同大学大学院理学系研究科化学専攻修士課程を修了後、分子科学研究所（岡崎）、および東京大学において、半導体光触媒や太陽電池、光機能性材料等の分野で基礎原理探究から実用化まで幅広く研究を展開し、当該分野における第一人者として最先端の研究活動を先導している。特に、藤嶋昭（現在東京理科大学学長）とともに発見した、酸化チタンの光触媒反応・光誘起親水化反応研究、およびそれを産業展開した光触媒ナノコーティング材料は様々な分野で、21世紀型の環境にやさしい材料として製品化されている。日本オリジナルの、サイエンスイノベーションが切り開く産業創造のモデルケースとして、広く注目されている。さらに、光磁性材料、多電子移動電極触媒、微生物の細胞外電子移動などエネルギー、環境化学にかかわる広い分野での研究にも従事している。
これらの業績により、内閣総理大臣賞、恩賜発明賞をはじめ多くの顕彰を授与され、また、大学のみならず、文部科学省や科学技術振興機構 (JST)、新エネルギー・産業技術総合開発機構 (NEDO) 等の様々な研究開発プロジェクトでディレクターやリーダーを務めている。
さらに第2次安倍内閣発足に伴い、2013年より日本経済再生本部に設置された産業競争力会議において唯一の科学者として10名の民間議員の一人に任命された。また内閣府総合科学技術会議の8名の民間議員の一人としても任命されており、我が国における国家戦略としての科学技術イノベーション政策に重要な役割を担っている。
2022年9月1日には内閣官房に新設された科学技術顧問に就任した。

### 学歴
- 1974年 函館ラ・サール高等学校卒業
- 1978年 東京大学理学部化学科卒業
- 1980年 同大学院理学系研究科修士課程修了
- 1985年 理学博士

### 職歴
- 1980年 分子科学研究所技官
- 1984年 同助手
- 1989年 東京大学工学部合成化学科講師
- 1991年 同助教授
- 1997年 東京大学先端科学技術研究センター教授
- 2003年 東京大学大学院工学系研究科教授（現職）
- 2004年-2007年 同所長、東京大学評議員
- 2016年 国立研究開発法人物質・材料研究機構 (NIMS) 理事長
- 2022年 国立研究開発法人科学技術振興機構 (JST) 理事長

### 政府公職
2022年9月現在。
- 内閣官房科学技術顧問
- 日本学術会議会員

### 兼職
2014年3月現在。
- JST先端的低炭素化技術開発事業プログラムディレクター
- 日本国際賞分野検討委員会委員
- サービス産業生産性協議会副代表幹事

## 受賞歴
- 日本照明賞（1997年 日本照明学会）
- 日本IBM科学賞（1997年 IBM科学財団）
- 注目発明賞（1998年 科学技術庁）
- Innovation in Real Material Award（1998年 国際材料学会）
- 光化学協会賞（1998年 日本光化学協会）
- 内閣総理大臣賞（2004年）
- 日経地球環境技術賞（2004年 日本経済新聞社）
- 恩賜発明賞（2006年 発明協会）
- 山崎貞一賞（2006年 材料科学技術振興財団）
- 錯体化学貢献賞（2010年 錯体化学会）
- 日本化学会賞（2012年 日本化学会）
- 電気化学会賞・武井賞（2014年 電気化学会）
- 北海道新聞文化賞（2015年 北海道新聞社）
- Heinz Gerischer Award（2017年 米国Electrochemical Society）
- 紫綬褒章（2019年）[3][4]